# Dithyrea californica
Dithyrea californica är en korsblommig växtart som beskrevs av William Henry Harvey. Dithyrea californica ingår i släktet Dithyrea och familjen korsblommiga växter. Inga underarter finns listade i Catalogue of Life.

## Bildgalleri

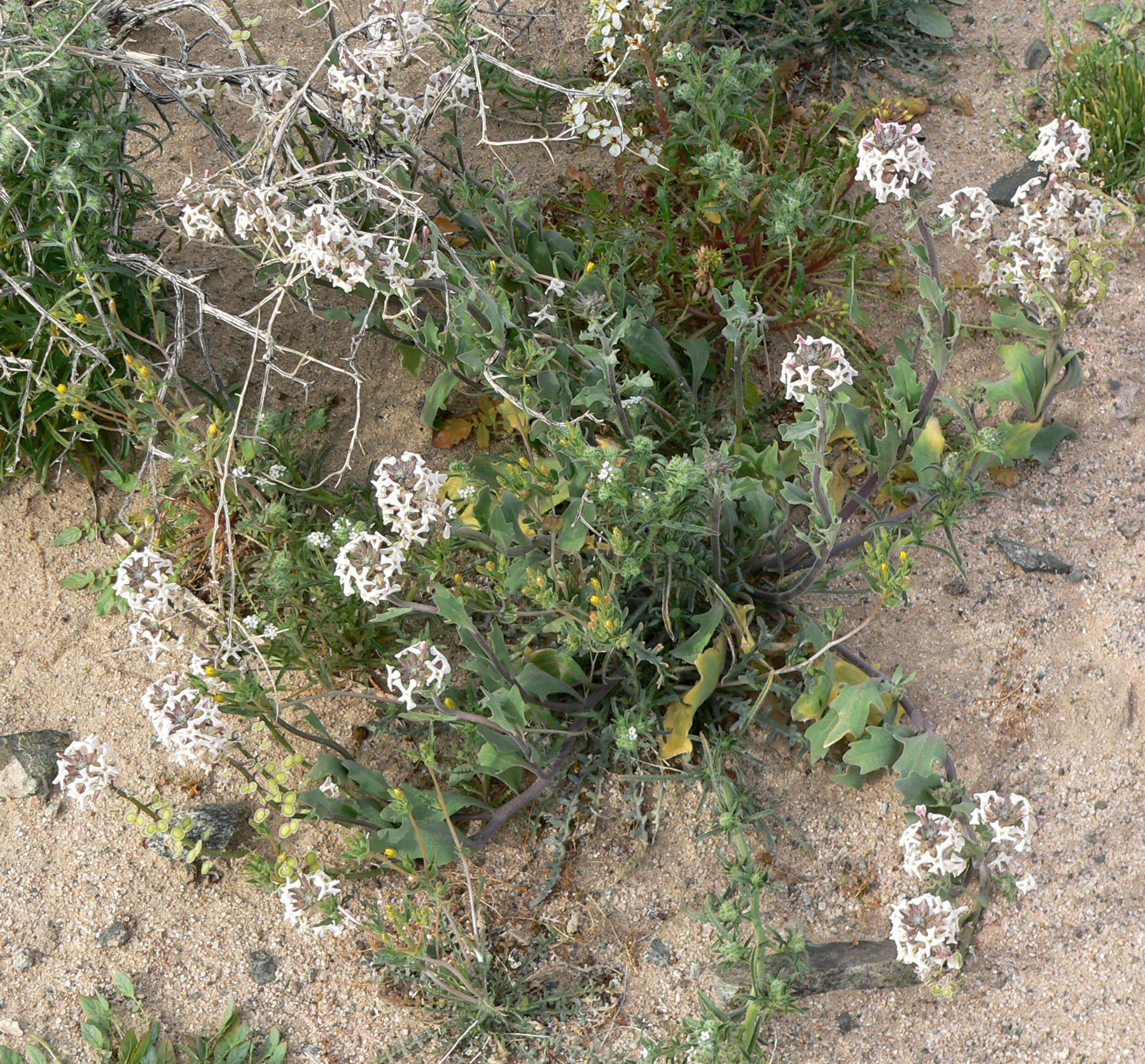
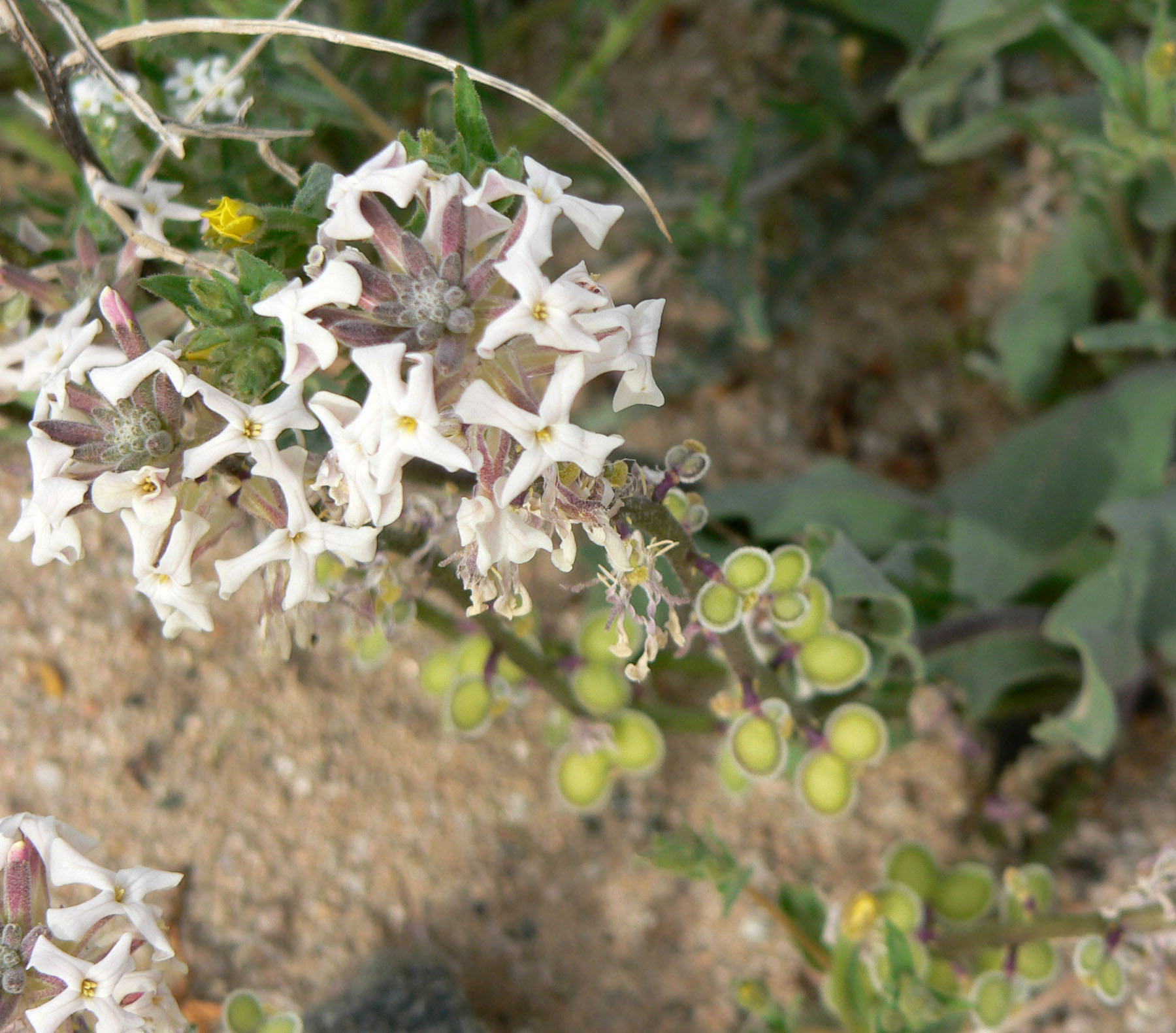
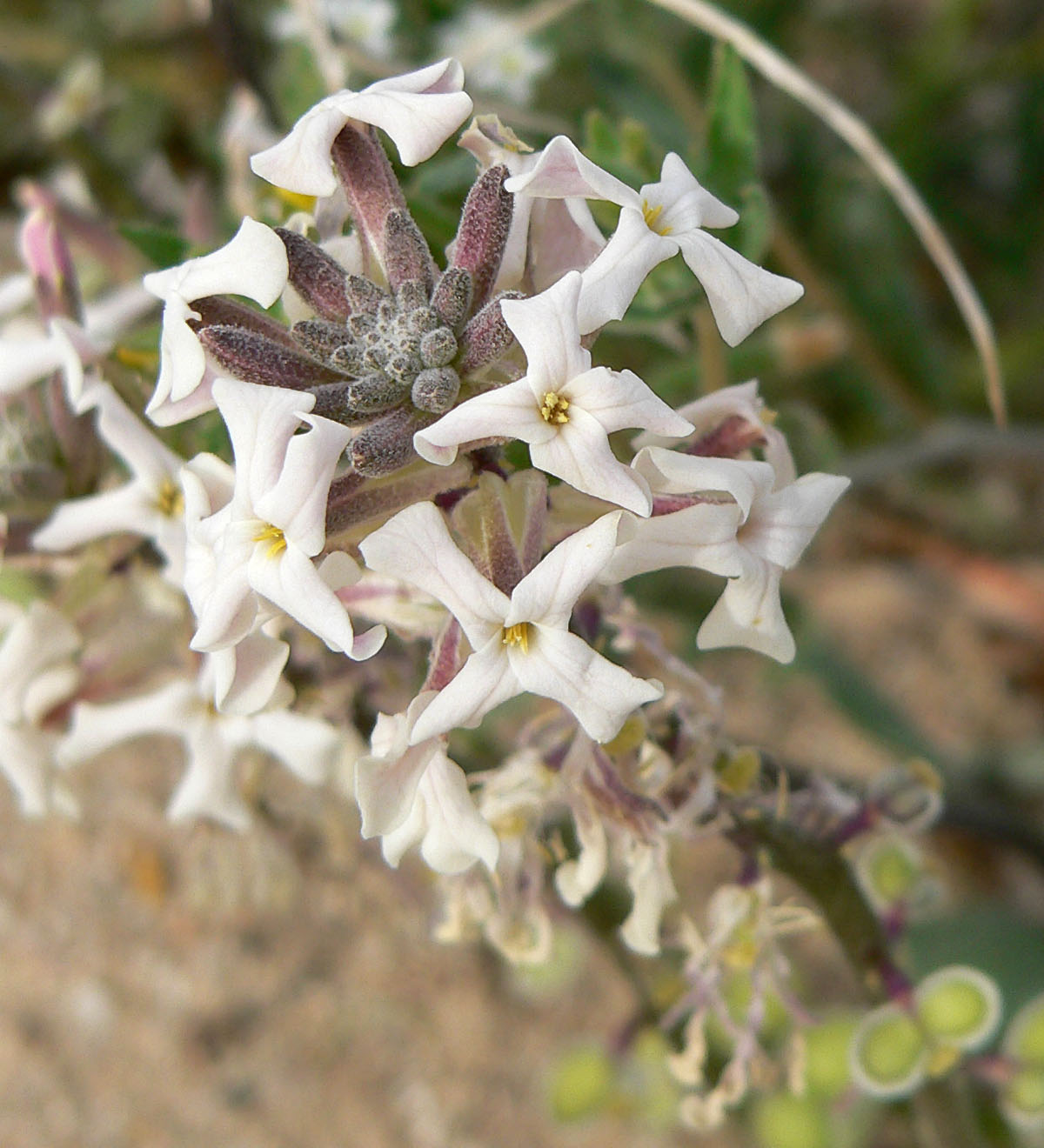
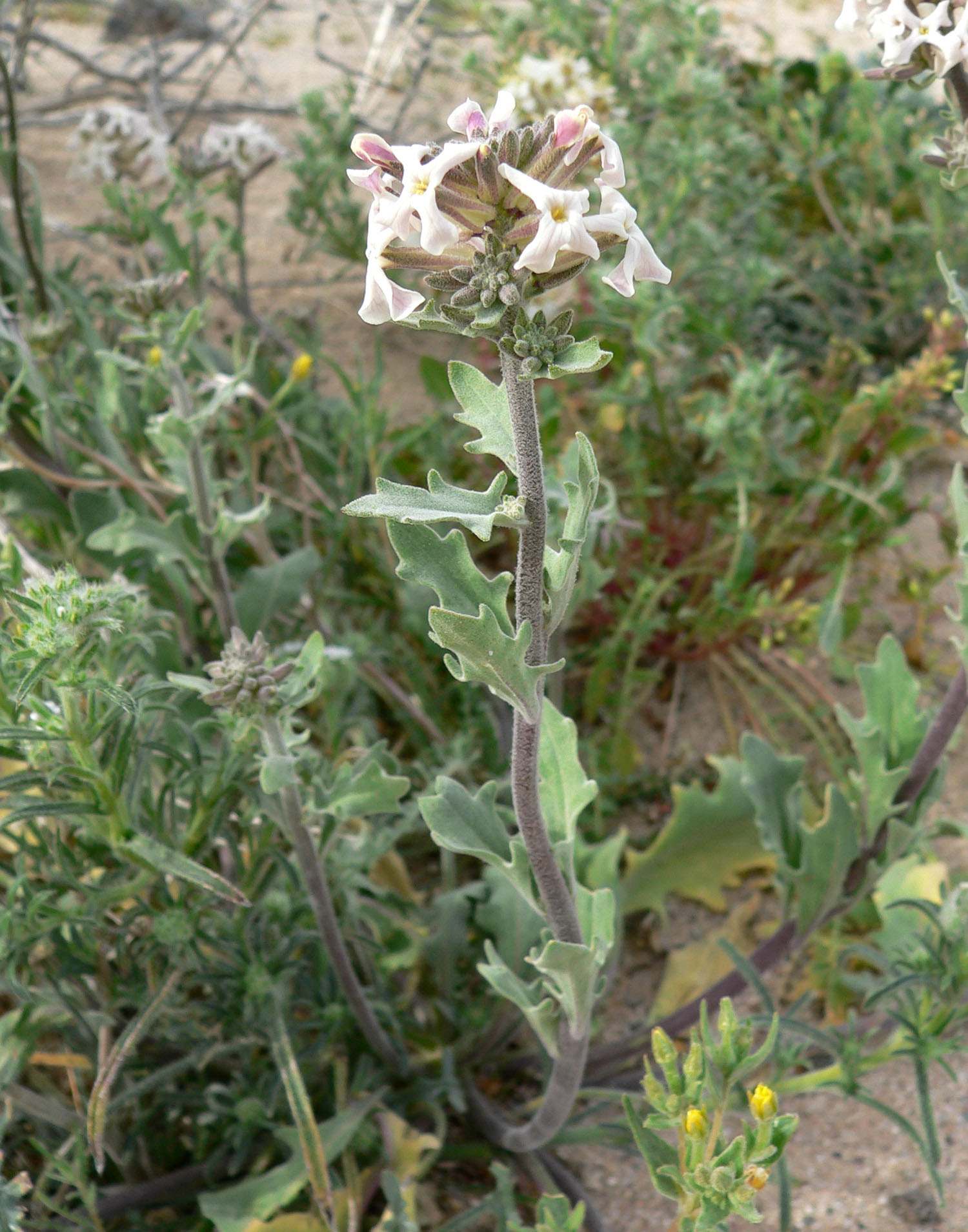
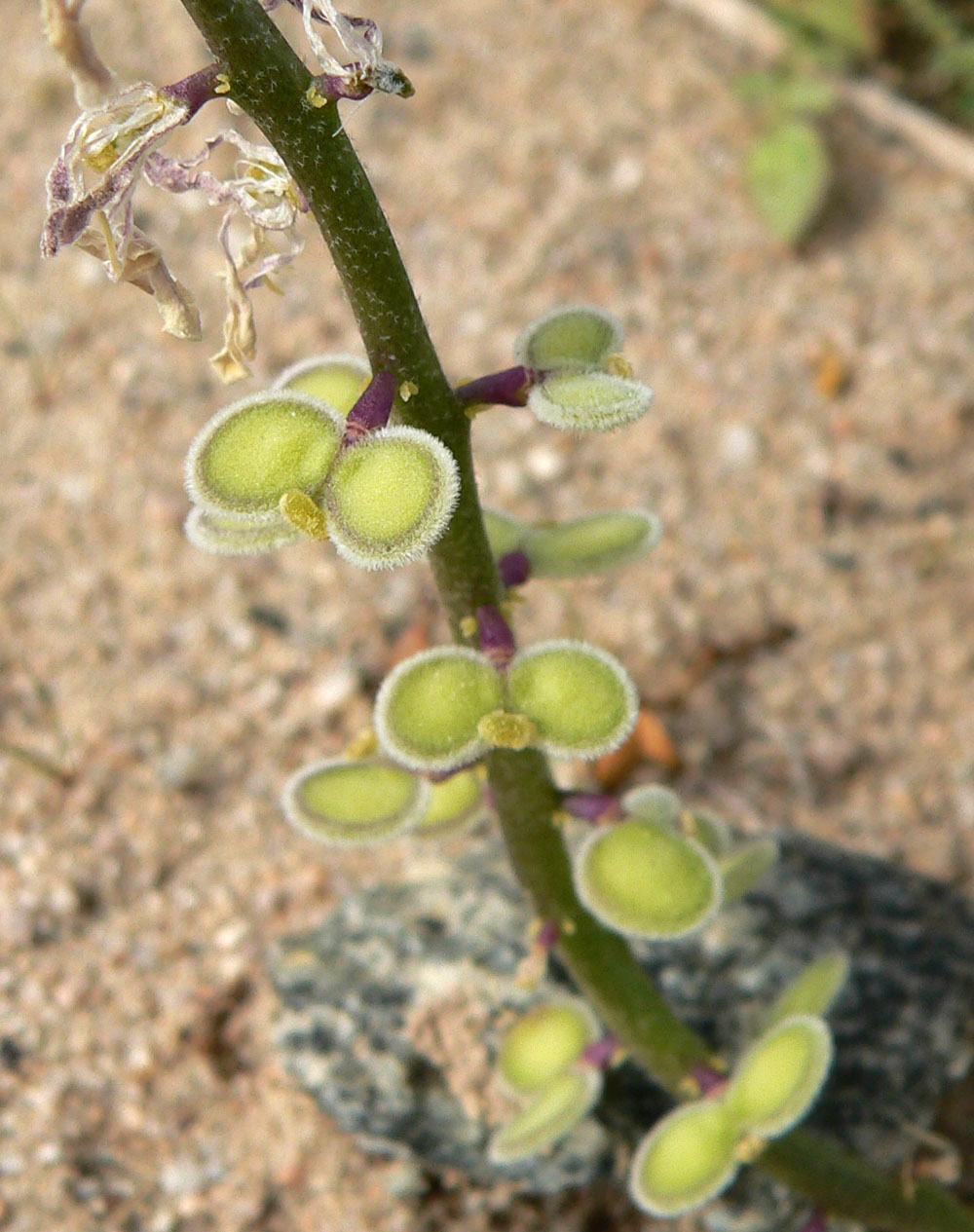
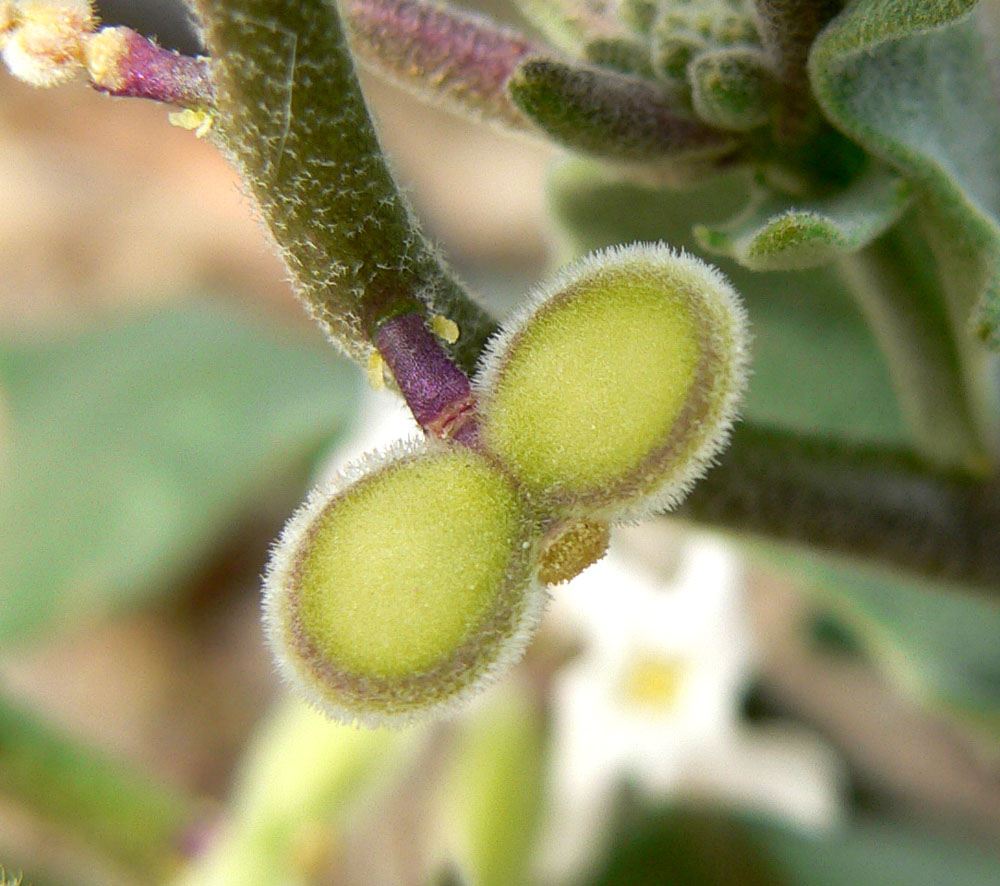